# Kroatisch-osttimoresische Beziehungen
Die Kroatisch-osttimoresische Beziehungen beschreiben das zwischenstaatliche Verhältnis von Kroatien und Osttimor.

## Geschichte
Osttimor und Kroatien nahmen am 5. Februar 2003 diplomatische Beziehungen auf.
Für die Unterstützungsmission der Vereinten Nationen in Osttimor (UNMISET) und die Integrierte Mission der Vereinten Nationen in Timor-Leste (UNMIT) stellte Kroatien Personal.

## Diplomatie

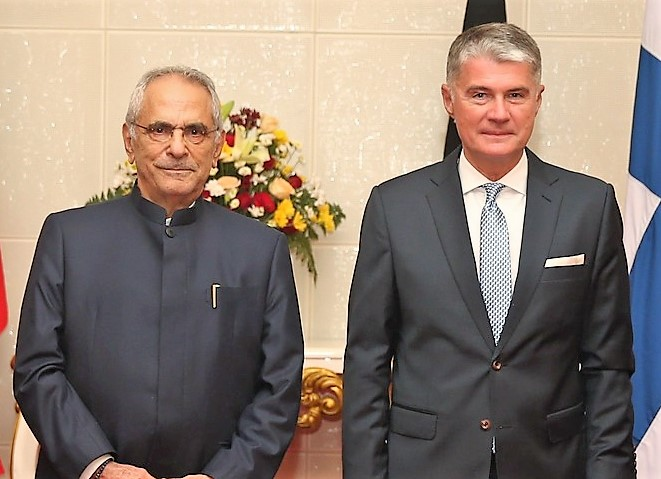
Kroatiens Botschafter Nebojša Koharović bei Osttimors Präsident José Ramos-Horta (2023)

Osttimor unterhält keine diplomatische Vertretung in Kroatien.
Kroatien verfügt über keine diplomatische Vertretung in Osttimor. Zuständig war zunächst die Botschaft im australischen Canberra, inzwischen aber die Botschaft im indonesischen Jakarta.

## Wirtschaft
Für 2018 gibt das Statistische Amt Osttimors keine Handelsbeziehungen zwischen Kroatien und Osttimor an.

## Einreisebestimmungen
Staatsbürger Osttimors sind von der Visapflicht für die Schengenstaaten befreit.